# تحليل المشي

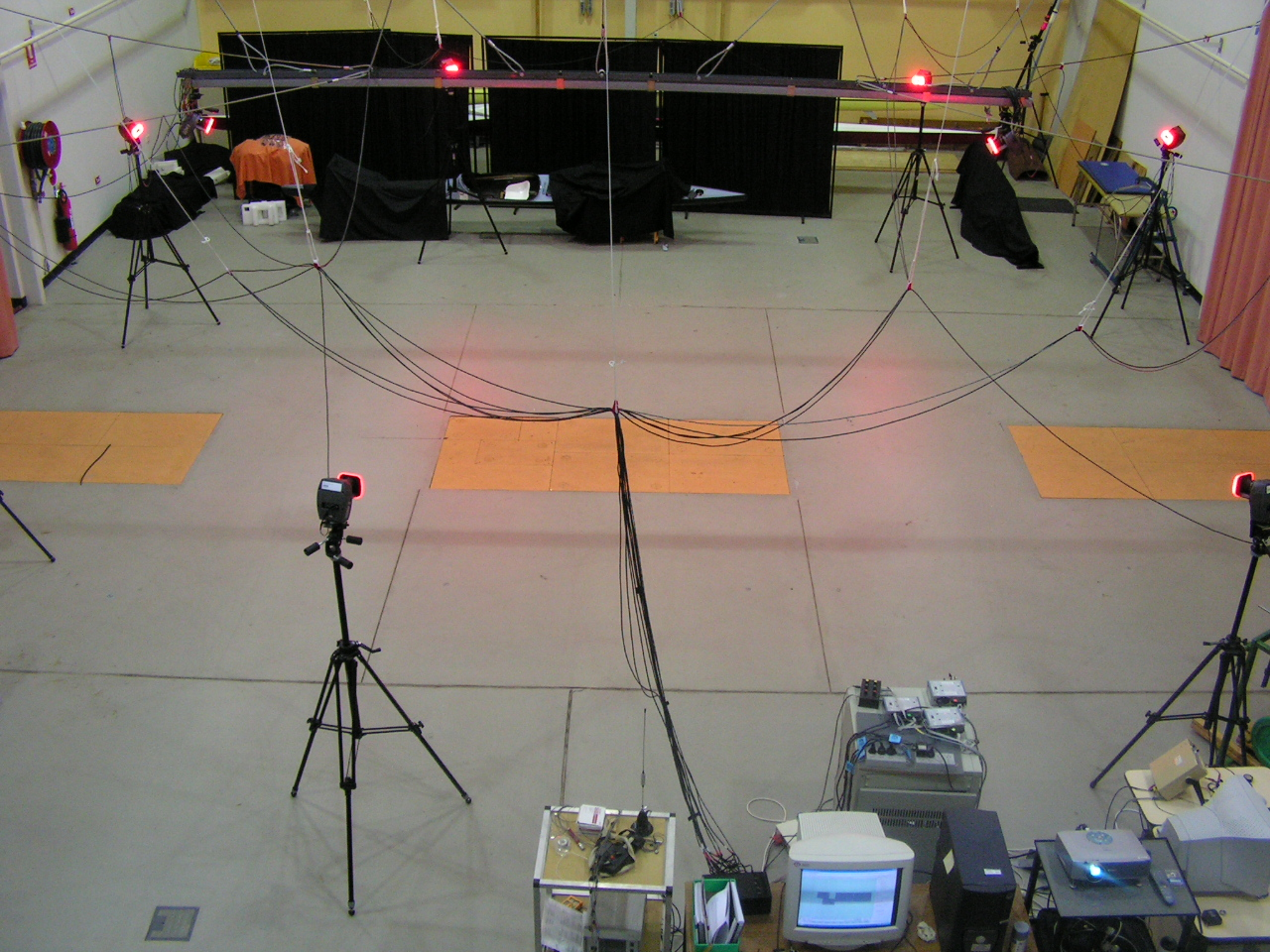
مختبر تحليل المشي مجهز بكاميرات الأشعة تحت الحمراء ومنصات قوة محمولة فوة الأرض.

تحليل المشي هو الدراسة المنتظمة لعملية الحركة عند الحيوان، وبشكل أكثر تحديداً هو دراسة حركة الإنسان، باستعمال حاسة النظر، والقدرات العقلية عند المشاهد. ويضاف إليها بعض الأدوات المعدة لقياس حركة الجسم. الآليات الجسدية، ونشاط العضلات، ويستخدم هذا التحليل (التحليل الحركي) للمساعدة على التخطيط والتعامل العلاجي للأشخاص الذين يعانون من ظروف تؤثر على قدرتهم على المشي. وتستغل كذلك في رياضة القوى، لمساعدة المتسابقين على الركض بفعالية أكبر وتشخيص الأوضاع المتعلقة، أو الحركات المتعلقة بالأشخاص الذين يعانون من إصابات.
تتضمن الدراسة التكميم(إمكانية التعبير كمياً ) على سبيل المثال تقديم وتحليل المؤشرات ممكنة القياس للمشي، وغير ذلك، واستخلاص الاستنتاجات المختلفة حول الحيوان ( الحالة الصحية، العمر، الحجم، الوزن، السرعة... إلخ ) انطلاقاً من خلال نمط المشي.

## التاريخ
تعبير ارسطو هو الرائد في التحليل العلمي للمشي في كتابه de motu animalium ومعناه موضوع في مشي الحيوانات، ومؤخراً في عام 1680 قام جيوفاني الفونسو بوريللي جوفاني بورلي بتأليف كتاب سماه أيضاً De motu animalium.
وفي عام 1890 قام عالم التشريح كريستيان ويللهم براون والعالم أوتو فيشرChristian Wilhelm Braune and otto fischer بنشر سلسلة من الأبحاث في الميكانيكا الحيوية البشرية للمشي خلال ظروف التحميل واللاتحميل.
ومع تطور علم التصوير، والتصوير السينمائي (المتحرك) أصبح من الممكن التقاط تسلسل الصور مبرزة تفاصيل لحركة الإنسان والحيوان لم يكن بالمقدور الحصول عليها مسبقاً، من خلال النظر بالعين المجردة.وفي مطلع القرن العشرين كان كل من إدوارد مايبردج وإتيان جولز ماري Eadweard Muybridge and Étienne-Jules Marey من الرواد في تطوير هذا العلم.وعلى سبيل المثال كانت من الصور الأولى التي كشف عنها تختص بتفاصيل متعاقبة كركضة الحصان، والتي كانت مفهومة بشكل خاطئ من قبل الرسامين قبل هذا الكشف.
وعلى الرغم من أن دراسات سابقة باستخدام كاميرات سينمائية قد أجريت، ومنها التطبيقات واسعة الانتشار لتحليل المشي عند ذوي الإعاقة الحركية مثل ذوي الشلل الدماغي، داء باركنسون، وذوي الاختلالات العضلية لأسباب عصبية. حيث بدأت هذه الدراسات في السبعينات نظراً لتوفر الامكانات التقنية لكاميرات الفيديو للوصول إلى صور مفصلة تقود إلى دراسات على مستوى الفرد ضمن محددات الزمن والتكلفة الممكنة. حيث طورت أساليب معالجة تتضمن أحياناً جراحة العظام المعتمدة على نتائج تحليل المشي، وبشكل أكثر تطوراً في الثمانينات، قام الكثير من المستشفيات الريادية حول العالم بتأسيس مختبرات تسهل العمليات العلاجية والمتابعة والمراقبة.
تطويرالأنظمة الحديثة التي تعتمد على الحواسيب حدثت بشكل مستقل في أواخر السبعينيات وأوائل الثمانينيات، حيث جرى تأسيس عدة مختبرات في مستشفيات ريادية، وبعضها بمساعدة مصانع الطيران . وطورت أساليب تجارية تلت انطلاق التلفزيونات التجارية، وتلاها نظام التصوير بأنظمة الضوء تحت الحمراء في أواسط الثمانينيات.

## سير العملية والأدوات

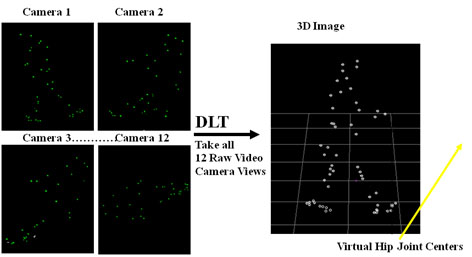
اكتساب معلومات حول موقف العلامات ثنائية الإبعاد من خلال غرفة من اليسار واليمين،هذاالمزيج من المعلومات يؤدي إلى صورة ثلاثية الإبعاد لموقف العلامات.

يتألف المختبر النموذجي لتحليل المشي من مختلف الكاميرات ( الفيديو و/ أو تحت الحمراء ) موضوعة حول مسار مخصص للمشي أو آلة المشي ومتصلة بحاسوب، ويعلو جسم المريض علامات موضوعة على نقاط مرجعية مختلفة من الجسم كالشوك الحرقفي للحوض وكعب الكاحل ولقمة الركبة على سبيل المثال. أو مجموعة الإشارات الموضوعة على نصف أجزاء الجسم. حيث ينزل المريض من ممر المشي أو آلة المشي والحاسوب يحسب مسافة كل من الاشارات المثبتة على الجسم بالأبعاد الثلاثية.
وهنالك نموذج يستخدم لحسا ب حركة العظام الواقعة تحت هذه الاشارات. وهذا يعطي مقطع كامل لحركة كل مفصل. ومن الطرق المعتادة بهذا الخصوص هي مجموعة نقاط مستشفى هيلين هايز. وهي عبارة عن 15 نقطة مثبتة على الجزء السفلي للجسم. حيث تحلل حركة النقاط الخمس عشرة تحليلياً، وتزودنا بالحركة الزاوية لكل مفصل.
ولحساب حركية كل نمط للمشي، فإن الكثير من المختبرات تضع فوق الأرض محولات والتي تدعى أيضاً بمنصات القوة، والتي تقيس قوة ردة فعل الأرض للحركة، وتتضمن المقدار والاتجاه لذلك الموضع (ويدعى بمركز الضغط).ويمكن قياس التوزيع الفضائي بجهاز تصوير القدم الباروغرافي، وبإضافة هذا إلى الدينامية المعروفة لكل جزء من الجسم يمكن حل المعادلة بالاعتماد على معادلة نيوتن – يولر للحركة Newton–Euler equations of motion وتسمح بحساب صافي القوى وصافي عزوم القوى حول كل مفصل في كل مرحلة من دورة المشي. وتعرف الطريقة الحسابية لذلك بالطريقة الدينامية العكسية.
واستخدام الحركية، على أي حال لا تنتج عنه المعلومات الخاصة بالعضلات الفردية بل بمجموعة عضلات، مثل العضلات الباسطة والقابضة للأطراف، والتي تكتشف نشاط ومساهمة عضلات شخص ما في الحركة. ومن اللازم أيضاً تحري النشاط الكهربي للعضلة حيث تستخدم بعض المختبرات الأقطاب السطحية الملصقة بالجلد، والتي تقيس النشاط الكهربائي أو مخطط كهربية العضل لعضلات الساق مثلاً. وبهذه الطريقة من الممكن التحقق من الأزمنة اللازمة لتنشيط العضلات، وبدرجة ما كمية التنشيط وتقييم مساهمتها في المشي. ويستخدم مقدار الانحراف عن أنماط الحركية الطبيعية، أو الحركية، أو مخطط كهربية العضل لتشخيص أمراض محددة، أو التنبؤ بنتائج المعالجة أو لتحديد جدوى البرامج التدريبية المستخدمة.

## العوامل والمتثابتات
يمكن نمذجة تحليل المشي بعدة عوامل ويمكن أن تكون التغيرات في المشي الاعتيادي طارئة أو دائمة. ويمكن أن تكون هذه العوامل من أنواع مختلفة:
- خارجية: كطبيعة الأرض، الحذاء، اللباس، الشحن.
- داخلية: الجنس (ذكر أو أنثى)، الوزن، الطول، العمر،...إلخ.
- طبيعية: الطول، الوزن، والبنية الجسمانية.
- نفسية: نمط الشخصية، العواطف.
- فسيولوجية: المقاييس البشرية مثل مقاسات ونسب الجسم.
- مرضية: مثل الرضح، الأمراض العصبية، التشوهات في الجهاز العضلي و / أو العظمي، الاضطرابات النفسية.

الثوابت التي تؤخذ بعين الاعتبار في تحليل المشي هي كما يلي:
- طول الخطوة
- طول الخطوة الواسعة
- الإيقاع
- السرعة
- القاعدة الدينامية
- خط التقدم المتوالي
- زاوية القدم
- زاوية الورك

## التقنيات
يتضمن تحليل المشي القياسات في حالة كون المتثابتات القابلة للقياس قد أدخلت وحللت، وفي حالة استخلاص التفسيرات، والخلاصات ( الصحة، العمر، الحجم، الوزن والسرعة) قد أخذت. والتحليل هو قياس للأمور التالية:

### الزمانية والمكانية
ويتضمن حساب السرعة، طول الإيقاع، الانحدار، وما إلى ذلك، حيث يمكن التوصل إلى هذه القياسات من خلال:
- ساعة توقيت و وجود العلامات على الأرض.
- المشي على كامد ضغط.
- ترتيب مجسات ليزرية يمكنها مسح المحتوى على بعد بضعة سنتيمترات أعلى أرضية المشي.[7][8]
- البرمجيات وأجهزة الاستشعار بالقصور الذاتي لتفسير تحديد الاتجاه ثلاثي الابعاد، وبيانات التسارع القياسي ثلاثية الابعاد.

### الحركيات
1. التصوير الزمني المتسلسل، هو الطريقة الأساس لتسجيل الحركة، وقد استخدمت فيما مضى إضاءة ستروب بتردد معلوم للمساعدة على تحليل المشي بالاعتماد على صور فوتوغرافية منفردة.[9][10]
2. تسجيلات الفيلم السينمائي أو الفيديو التي تستخدم لقطات بواسطة كاميرا منفردة أو كاميرات متعددة لقياس زوايا المفصل وسرعاته، وقد سوعدت هذه الطريقة بتطوير برامج تحليلية حاسوبية، والتي ساهمت في تبسيط التحليل إلى أقصى درجة، وسمحت بالتحليل على المستوى ثلاثي البعد بدلاً من الاكتفاء فقط بالتحليل ثنائي البعد.
3. أنظمة الاشارات السلبية، والتي تستخدم إشارات منعكسة ( بشكل نموذجي يتم استخدام كرات منعكسة) ،تسمح بالحصول على قياسات دقيقة للحركات باستخدام كاميرات متعددة، (بشكل نموذجي؛ من خمس إلى اثنتي عشر كاميرا) بشكل تلقائي. حيث تستخدم الكاميرات اشعة ستروب بطاقة عالية ( مثل الأحمر، ما يقترب من تحت الحمراء أو تحت الحمراء نفسها) مع مصافي مطابقة لتسجيل الانعكاس من الإشارات الموضوعة على الجسم، حيث تحدد مواقع الإشارات عند المعالم التشريحية الملموسة، وبناءا على الزاوية وتأخير الوقت بين الجسم والإشارة المنعكسة عنه؛ يمكن هذا من تحديد الزاوية الخاصة بالإشارات في الفضاء. وباستخدام برمجيات حاسوبية يمكن إيجاد مسارات ثلاثية الأبعاد لهذه الإشارات (المثبتة على الجسم) مما يعطينا بالنتيجة ملصقات تشخيص محددة؛ حيث من المعروف وجود نموذج محوسب يصلح لحساب زوايا المفصل من نقاط الإشارات من مواقع ذات صلة بالمسارات،[11] وهذا ما يستخدم أيضاً في التقاط الحركة في صناعة الصور المتحركة.[12]
4. الإشارات الفاعلة هي أيضاً مشابها للإشارات السلبية، ولكن باستخدام إشارات «فاعلة». وتستحث بواسطة الإشا رات تحت الحمراء الداخلة، وتستجيب بإرسال إشارة مقابلة لإشارتها الذاتية، حيث تساعد هذه الإشارة على تحديد إحداثيات موقع الإشارة، ويفوق هذا النظام النظام السلبي بإمكانية عمل إشارات الشخص بترددات محددة مسبقاً، مما يعني أن الإشارات تمتلك هويتها الخاصة، هذا يجعلنا في غنى عن عملية تنظيم لاحقة لأماكن الإشارات. وعلى أي حال فإن هذه النظم تكون أقل تسامحا في حالات وجود إشارات خارج الرؤية من النظم السلبية.[13]
5. الانظمة العاطلة ( بدون كاميرا) ،وتعتمد على أجهزة استشعار بالقصور الذاتي عن طريق نظم ميكانيكية كهربائية صغيرة، نماذج ميكانيكية بيولوجية، وخوارزميات المجسات الانصهارية، وتلك الطرق تستخدم لأجهزة الجسم كاملة، أو جزئية، ويمكن استخدامها بالداخل أو بالخارج بغض النظر عن شروط الإضاءة.[14][15][16]

### الحركية
وهي دراسة القوى المسؤولة عن إنتاج الحركة.

### تخطيط كهربية العضل الديناميكي
وهو دراسة أنماط النشاط العضلي أثناء المشي.

## تطبيقات
يستخدم تحليل المشي لتحليل إمكانية المشي للبشر والحيوان، ولذلك يستخدم للأغراض التطبيقية التالية:

### التشخيص الطبي
يمكن اعتبار المشي المرضي كانعكاس مرجح لتأكيد وجود الأمراض أو كمسؤول عن التسبب في الأمراض نفسها. مرضى الشلل الدماغي والسكتة الدماغية يلاحظ وجودهم عادة في مختبرات المشي، وتسمح دراسة المشي بتشخيص و وضع استراتيجيات تدخلية بالإضافة إلى السماح بتطوير هندسة إعادة التأهيل مستقبلاً. وإلى جانب التطبيقات السريرية فإن تحليل المشي يستخدم في المهنة الرياضية لتصميم الطرق المثلى اللازمة لتحسين الأداء الرياضي.
وتستخدم تقنيات تحليل المشي للتعامل مع اختلالات المشي، ومدى تأثير جراحة العظام التصحيحة، وتعطي بدائل لمعالجة الشلل الدماغي الذي يتضمن الشلل الاصطناعي للعضلات للعضلات المتشنجة باستخدام البوتوكس أو التطويل، وإعادة التوصيل أو البتر لأوتار محددة، وكذلك تصحيحات العظام المشوهة (قطع العظم).

### تحديد الإحصاء الحيوي والطب الشرعي
يمكن استخدام نمط المشي من خلال بعض التغيرات الطفيفة في تشخيص أي شعب ينتمي إليه فرد ما، باستخدام المتثابتات منظمة حسب فئات زمانية مكانية مثل: (طول الخطوة، عرض الخطوة، سرعة المشي، زمن الدورة)، وفئات حركية مثل: (دورة مفصل الورك أو الركبة أو الكعب، ومتوسط زاوية مفصل الورك أو الركبة أو الكعب، وزوايا مفصل الفخذ أو الجذع أو القدم)
بناءاً على هذه الفئات يمكن التوصل وبأخطاء طفيفة إلى معرفة انتماء فرد ما إلى شعب محدد من الشعوب، ومن المعروف أيضاً أن هنالك ارتباط قوي بين طول الخطوة وطول الشخص.
تنتمي المقاربة السابقة إلى المقاربة المعتمدة على النموذج، وهنالك مقاربة أخرى تعتمد على المظهر، حيث يمكن من خلالها تمييز الفرد من خلال ترتيبات رقمية لظل المشية، على سبيل المثال تسلسل الصور الظلية لدورة المشي الكاملة يمكن التعامل معها كعينات موترة ثلاثية الأبعاد، وتحديد فضائها الجزئي متعدد الأبعاد بإحدى الطرق الإحصائية كالتحليل المتعدد للمكونات الرئيسية ؛والذي يمكن توظيفه لمعرفة خصائص التصنيف.

### الميكانيكا الحيوية المقارنة
من خلال دراسة المشي للحيوانات غير البشرية، يمكن اكتساب منظور أوسع حول آلية الحركة، والتي لها آثار مختلفة تساعد ليس فقط على طريقة الحركة بل في فهم حياة الصنف الموضوع للدراسة.

## فيديوهات ذات صلة
- فيديو يشرح مفهوم تحليل المشي و مثال عملي عليه. [19]
- فيديو يشرح كيفية إجراء تحليل مشية. [20]
- فيديو يشرح كيف ولماذا قامت شركة كوريكس بإجراء تحليل لعملائها. [21]
- فيديو مثال على قراءة تحليل لضغط القدم تم تطبيقها على مكون أو هدف متحرك. [22]
- فيديو مثال للحركة التي تنشط عضلات الجسم عندما نسير. [23]
- مثال على الرسوم البيانية المختلفة التي تم الحصول عليها من تحليل المشي من قبل انيمازو لالتقاط الحركة. [24]

## وسائل الإعلام المشهورة
- G. K. Chesterton ارتكز في إحدى أسراره الغامضة في"father brown ," The Queer Feet على تمييز المشي.
- Cory Doctorow صنع معرفة كبيرة في تمييز المشي كأسلوب أمني مستخدم في مدرسة ثانوية في كتابه little brother.
- Arthur Conan Doyle استخدام شيرلوك هولمز لتحليل المشي في تحديد ارتفاع قاتل راتش في كتابه A Study in Scarlet.

## الكتب
- تحليل المشي: الوظيفة الطبيعية والمرضية، النسخة الثانية. للكاتبين Jacquelin Perry و Judith M. Burnfield
- تحليل المشي: الكتاب: David F. Levineو Jim Richardو Michael Whittle.
- تحليل المشي عن طريق المشاهدة. الكتاب: Los Amigos Research و Education Center.
- تحليل المشي: النظرية والتطبيق، الكتاب: Rebecca L. Craik و Carol S. Oatis

## وصلات خارجية
- Clinical Gait Analysis